# Alfred Lennon
Alfred Lennon, född 14 december 1912 i Liverpool, Lancashire, död 1 april 1976 i Brighton, Sussex, var gift med Julia Lennon och far till John Lennon.

## Biografi
Alfred Lennons fader Jack dog av en leversjukdom år 1921, då Alfred var nio år gammal, så Alfred placerades på en skola för föräldralösa barn - där han också stannade tills han fyllde femton år. Efter att ha gått ut skolan började han arbeta som kontorist, och det var vid denna tid han träffade den då fjorton år gamla Julia Stanley i Sefton Park. De började småprata och han bad henne att sätta sig hos honom. Julia bad honom att göra sig av med sin "fåniga hatt", varpå Alfred genast kastade den i sjön. De började snart träffa varandra regelbundet, och höll kontakt med varandra i tio år.

## Äktenskapet
Vid sexton års ålder började Alfred Lennon bege sig ut till sjöss, och mellan sina resor fick han bo hos familjen Stanley och det var också då han lärde Julia att spela banjo. Det var Julia som föreslog att de skulle gifta sig, vilket de också gjorde den 3 december 1938. Inga medlemmar från deras respektive familjer närvarade, och efter bröllopet tillbringade de sin "smekmånad" på en biograf. Samma kväll återvände Julia hem, och redan nästa dag begav sig Alfred ut på en resa till Västindien. Han var alltså inte närvarande då Julia födde deras son John Lennon den 9 oktober 1940.
Då Alfred var bortrest såg han till att en summa pengar togs om hand av företaget han jobbade åt, och dessa pengar kunde Julia gå och hämta i Liverpool. Vid den här tiden hade Alfred befordrats, och under en resa till New York ombads han att infinna sig ombord på ett skepp att föra honom tillbaka till Storbritannien. Alfred ville inte bege sig tillbaka till sitt hemland, och påpekade detta inför kaptenen. Kaptenen föreslog att Lennon skulle "supa sig full och missa båten", och det var precis detta han gjorde. På grund av sitt uppförande "strandsattes" Lennon på Ellis Island tills ett annat skepp - som skulle till Norra Afrika - blev tillgängligt för honom. Då de stannade till i Afrika blev han arresterad.
Enligt Lennon hade en av kockarna bett honom att hämta en flaska vodka från hytten, och när Alfred drack ur flaskan kom polisen för att undersöka ett rapporterat fall av stöld - och de arresterade Alfred Lennon för att ha stulit vodkan. Han dömdes till tre månaders fängelse och förlorade sin inkomst. Alfred kunde alltså inte länge försörja sin hustru Julia, därför skrev han ett brev till henne där han föreslog att hon skulle börja träffa andra män - ett förslag som han senare kom att ångra.
År 1945 födde Julia Lennon ännu ett barn, som adopterades av ett par från Norge. Vid den här tiden flyttade hon också in hos sin älskare, en man vid namn John Dykins, och sin son John lämnade hon hos sin syster Mimi.

## Alfred och sonen John
Under sommaren 1946 befann sig Alfred Lennon i Southampton, där han ringde till Mimi för att fråga om hon kunde ta med John till Blackpool. Mimi tyckte att hon inte kunde neka Alfred att träffa sin son, så Alfred tog med sig sin nu femåriga son för att bo i en lånad lägenhet.
Alfred Lennon stannade bara i några få veckor, och under denna tid berättade han för sin son John att han ville ta med honom till Nya Zeeland för att bo där. Tanken på att emigrera verkade lockande för Alfred eftersom en av hans vänner emigrerat och kunde tjäna lite extrapengar på "svarta marknaden". Då Julia kom till lägenheten i Blackpool och krävde att få tillbaka John, frågade Alfred om John ville åka till Nya Zeeland med honom eller om han åka hem till Liverpool med sin mamma. John ville följa med sin pappa, men när Julia lämnade huset ångrade han sig och sprang efter henne. Därefter dröjde det tjugo år innan Alfred såg sin son John igen. Hemma i Liverpool lämnade Julia sin son John hos Mimi igen. 
År 1964 hade Alfred Lennon lämnat livet till sjöss för att istället arbeta som portvakt på ett hotell i Hampton, London, för tio pund i veckan. Tidningen Daily Express spårade upp honom och ville arrangera ett möte mellan honom och hans nu berömde son John Lennon, som nu slagit igenom med sitt band The Beatles - och nu höll på att spela in filmen A Hard Day's Night. John ville inte prata med honom, men bad honom att lämna sin adress. Han skrev också ett brev till sin far, där han även skickade med trettio pund. Därefter började John skicka tolv pund i veckan till Alfred, som nu flyttat till Kew Gardens. Alfred hade nu blivit något av en mindre kändis som uppmärksammades av media. Alfred fick till och med sin egen manager, Tony Cartwright, som hjälpte honom att skriva en låt med titeln That's My Life - som Alfred spelade in och släppte som singel i december 1965. Låten handlade om Alfreds eget liv, men singeln fick dock inga större framgångar.
Under 1967 besökte Alfred sin son i Kenwood. Vid den här tiden hade Alfred inlett ett romantiskt förhållande med den nittonåriga studenten Pauline Jones. Alfred själv var då 56 år gammal - nästan tre gånger Paulines ålder. När Alfred friade till Pauline blev hennes föräldrar rasande, men de smet iväg till Skottland och gifte sig där. Därefter åkte de till Brighton för att bo i en lägenhet där, och John stod för hyran. När deras förste son, David, föddes tog de med sig barnet för att träffa John i Tittenhurst Park - men John kastade ut dem, eftersom mötet med sin nya halvbroder väckte många smärtsamma minnen till liv.

## Död
Flera år senare, då Alfred var döende, pratade John med honom i telefon vid flera tillfällen - men Alfred kunde knappt kommunicera längre på grund av sin sjukdom. Alfred Lennon dog av cancer i april 1976, vid 63 års ålder. John Lennon erbjöd sig att betala alla omkostnader för begravningen, men Pauline avböjde. John var trött på att ta farväl och närvarade inte vid begravningen.

### Fotnoter
1. 1 2  Find a Grave, Find A Grave-ID: 27869637, läs online, läst: 9 oktober 2017.[källa från Wikidata]
2. ↑  Find a Grave, Find A Grave-ID: 27869637, läs onlineläs online, läst: 9 maj 2020.[källa från Wikidata]
3. 1 2  Leo van de Pas, Genealogics, 2003, läs online och läs online.[källa från Wikidata]
4. ↑  Harry, Bill. ”ALFRED LENNON” (på engelska). JPGR Beatles Museum. Arkiverad från originalet den 2 augusti 2012. https://web.archive.org/web/20120802005331/http://www.beatlesjpgr.com/al.htm. Läst 30 mars 2012.  ”Following the death of his father Jack from liver disease in 1921 the nine-year-old Alfred was placed in The Bluecoat School for orphans, where he remained until he was fifteen.”
5. ↑  Harry, Bill. ”ALFRED LENNON” (på engelska). JPGR Beatles Museum. Arkiverad från originalet den 2 augusti 2012. https://web.archive.org/web/20120802005331/http://www.beatlesjpgr.com/al.htm. Läst 30 mars 2012.  ”Upon leaving school Alfred took a job as an office clerk, and it was during this period that he met Julia Stanley - fourteen years old at the time - in Sefton Park.”
6. ↑  Harry, Bill. ”ALFRED LENNON” (på engelska). JPGR Beatles Museum. Arkiverad från originalet den 2 augusti 2012. https://web.archive.org/web/20120802005331/http://www.beatlesjpgr.com/al.htm. Läst 30 mars 2012.  ”He chatted to her and asked her to sit with him, and she told him that she would on condition that he get rid of his silly bowler hat - whereupon he immediately threw it into the lake!”
7. ↑  Harry, Bill. ”ALFRED LENNON” (på engelska). JPGR Beatles Museum. Arkiverad från originalet den 2 augusti 2012. https://web.archive.org/web/20120802005331/http://www.beatlesjpgr.com/al.htm. Läst 30 mars 2012.  ”The couple started dating and continued seeing each other over a period of ten years (in between Alfred's voyages abroad as a merchant seaman).”
8. ↑  Harry, Bill. ”ALFRED LENNON” (på engelska). JPGR Beatles Museum. Arkiverad från originalet den 2 augusti 2012. https://web.archive.org/web/20120802005331/http://www.beatlesjpgr.com/al.htm. Läst 30 mars 2012.  ”At the age of sixteen Alfred was drawn to the sea and he signed up as a ship's waiter. Between voyages he stayed at the Stanley household in Newcastle Road, Wavertree, during which time he taught Julia how to play the banjo.”
9. ↑  Harry, Bill. ”ALFRED LENNON” (på engelska). JPGR Beatles Museum. Arkiverad från originalet den 2 augusti 2012. https://web.archive.org/web/20120802005331/http://www.beatlesjpgr.com/al.htm. Läst 30 mars 2012.  ”It was Julia who finally suggested that they get married, which they did at Mount Pleasant Registry Office on December 3rd 1938.”
10. ↑  Harry, Bill. ”ALFRED LENNON” (på engelska). JPGR Beatles Museum. Arkiverad från originalet den 2 augusti 2012. https://web.archive.org/web/20120802005331/http://www.beatlesjpgr.com/al.htm. Läst 30 mars 2012.  ”No member of either family was present, and after the ceremony the couple went to The Trocadero Cinema where they spent their ‘honeymoon’!”
11. ↑  Harry, Bill. ”ALFRED LENNON” (på engelska). JPGR Beatles Museum. Arkiverad från originalet den 2 augusti 2012. https://web.archive.org/web/20120802005331/http://www.beatlesjpgr.com/al.htm. Läst 30 mars 2012.  ”He left the next day on a three-month trip to The West Indies and was away at sea when John was born on October 9th 1940.”
12. ↑  Harry, Bill. ”ALFRED LENNON” (på engelska). JPGR Beatles Museum. Arkiverad från originalet den 2 augusti 2012. https://web.archive.org/web/20120802005331/http://www.beatlesjpgr.com/al.htm. Läst 30 mars 2012.  ”Whilst at sea Fred had made arrangements to have sums of money lodged to the company for which he worked, which Julia would collect from the company’s branch in Liverpool.”
13. ↑  Harry, Bill. ”ALFRED LENNON” (på engelska). JPGR Beatles Museum. Arkiverad från originalet den 2 augusti 2012. https://web.archive.org/web/20120802005331/http://www.beatlesjpgr.com/al.htm. Läst 30 mars 2012.  ”By this time Fred had been promoted to ‘head waiter’ and during one particular New York voyage he was asked to report to a ship sailing back to Britain - in the capacity of assistant steward!”
14. ↑  Harry, Bill. ”ALFRED LENNON” (på engelska). JPGR Beatles Museum. Arkiverad från originalet den 2 augusti 2012. https://web.archive.org/web/20120802005331/http://www.beatlesjpgr.com/al.htm. Läst 30 mars 2012.  ”This ‘demotion’ angered him and he complained to the captain, who suggested that he ‘get drunk and miss the boat’, which is exactly what he did.”
15. ↑  Harry, Bill. ”ALFRED LENNON” (på engelska). JPGR Beatles Museum. Arkiverad från originalet den 2 augusti 2012. https://web.archive.org/web/20120802005331/http://www.beatlesjpgr.com/al.htm. Läst 30 mars 2012.  ”For his actions he was interned on Ellis Island until another ship - this time sailing for North Africa - became available to him.”
16. ↑  Harry, Bill. ”ALFRED LENNON” (på engelska). JPGR Beatles Museum. Arkiverad från originalet den 2 augusti 2012. https://web.archive.org/web/20120802005331/http://www.beatlesjpgr.com/al.htm. Läst 30 mars 2012.  ”It was during the ship’s stay in North Africa that Fred got arrested.”
17. ↑  Harry, Bill. ”ALFRED LENNON” (på engelska). JPGR Beatles Museum. Arkiverad från originalet den 2 augusti 2012. https://web.archive.org/web/20120802005331/http://www.beatlesjpgr.com/al.htm. Läst 30 mars 2012.  ”According to him one of the cooks asked him to collect a bottle of vodka from his cabin, and just as Fred was drinking from the bottle a party of police arrived to investigate reported theft on the ship - and arrested Fred for stealing the vodka!!”
18. ↑  Harry, Bill. ”ALFRED LENNON” (på engelska). JPGR Beatles Museum. Arkiverad från originalet den 2 augusti 2012. https://web.archive.org/web/20120802005331/http://www.beatlesjpgr.com/al.htm. Läst 30 mars 2012.  ”He was jailed for three months and his money was stopped.”
19. ↑  Harry, Bill. ”ALFRED LENNON” (på engelska). JPGR Beatles Museum. Arkiverad från originalet den 2 augusti 2012. https://web.archive.org/web/20120802005331/http://www.beatlesjpgr.com/al.htm. Läst 30 mars 2012.  ”Unable to provide financially for Julia he wrote her a letter suggesting that she enjoy herself by going out with other men! He lived to regret this suggestion because she took him up on it - and he lost her.”
20. ↑  Harry, Bill. ”ALFRED LENNON” (på engelska). JPGR Beatles Museum. Arkiverad från originalet den 2 augusti 2012. https://web.archive.org/web/20120802005331/http://www.beatlesjpgr.com/al.htm. Läst 30 mars 2012.  ”In 1945 Julia gave birth to another child which was adopted by a Norwegian couple.”
21. ↑  Harry, Bill. ”ALFRED LENNON” (på engelska). JPGR Beatles Museum. Arkiverad från originalet den 2 augusti 2012. https://web.archive.org/web/20120802005331/http://www.beatlesjpgr.com/al.htm. Läst 30 mars 2012.  ”She moved in with her lover John Dykins, giving her son John into the care of her sister Mimi who lived at Menlove Avenue.”
22. ↑  Harry, Bill. ”ALFRED LENNON” (på engelska). JPGR Beatles Museum. Arkiverad från originalet den 2 augusti 2012. https://web.archive.org/web/20120802005331/http://www.beatlesjpgr.com/al.htm. Läst 30 mars 2012.  ”Docking at Southampton in the summer of 1946 Fred ‘phoned Aunt Mimi and asked if he could take John on a trip to Blackpool.”
23. ↑  Harry, Bill. ”ALFRED LENNON” (på engelska). JPGR Beatles Museum. Arkiverad från originalet den 2 augusti 2012. https://web.archive.org/web/20120802005331/http://www.beatlesjpgr.com/al.htm. Läst 30 mars 2012.  ”Mimi felt that she couldn't refuse this request from the boy's father, and Fred took the five-year-old to stay in the seaside town, to a friend’s flat.”
24. ↑  Harry, Bill. ”ALFRED LENNON” (på engelska). JPGR Beatles Museum. Arkiverad från originalet den 2 augusti 2012. https://web.archive.org/web/20120802005331/http://www.beatlesjpgr.com/al.htm. Läst 30 mars 2012.  ”During the few weeks that they stayed in the resort Fred told John of his desire to take him to New Zealand.”
25. ↑  Harry, Bill. ”ALFRED LENNON” (på engelska). JPGR Beatles Museum. Arkiverad från originalet den 2 augusti 2012. https://web.archive.org/web/20120802005331/http://www.beatlesjpgr.com/al.htm. Läst 30 mars 2012.  ”The idea of emigrating appealed to Fred because his friend was emigrating and because he was earning extra money through ‘black market’ deals.”
26. ↑  Harry, Bill. ”ALFRED LENNON” (på engelska). JPGR Beatles Museum. Arkiverad från originalet den 2 augusti 2012. https://web.archive.org/web/20120802005331/http://www.beatlesjpgr.com/al.htm. Läst 30 mars 2012.  ”When Julia arrived at the flat in Blackpool demanding that John be returned to her, Fred asked the boy whether he wanted to go to New Zealand with him or return to Liverpool with his mother. John initially opted for Fred's proposal, but when Julia left the house he changed his mind and ran after her.”
27. ↑  Harry, Bill. ”ALFRED LENNON” (på engelska). JPGR Beatles Museum. Arkiverad från originalet den 2 augusti 2012. https://web.archive.org/web/20120802005331/http://www.beatlesjpgr.com/al.htm. Läst 31 mars 2012.  ”John began sending Fred twelve pounds per week on a regular basis and the ex-seaman moved into a flat in Kew Gardens, basking in John’s limelight as a minor celebrity, having his life story printed in the weekly magazines and gracing the London nightspots.”
28. ↑  Harry, Bill. ”ALFRED LENNON” (på engelska). JPGR Beatles Museum. Arkiverad från originalet den 2 augusti 2012. https://web.archive.org/web/20120802005331/http://www.beatlesjpgr.com/al.htm. Läst 31 mars 2012.  ”He even found himself a manager, Tony Cartwright, who co-wrote a song with him entitled 'That’s My Life', which was put out as a single in December 1965 by Pye Records on their Piccadilly label.”
29. ↑  Harry, Bill. ”ALFRED LENNON” (på engelska). JPGR Beatles Museum. Arkiverad från originalet den 2 augusti 2012. https://web.archive.org/web/20120802005331/http://www.beatlesjpgr.com/al.htm. Läst 31 mars 2012.  ”By the close of 1967 father and son were reconciled and Fred often dropped around to John's house in Kenwood for a visit. A romantic relationship had begun between Fred and nineteen-year-old student Pauline Jones. (At 56 Fred was almost three times Pauline’s age).”
30. ↑  Harry, Bill. ”ALFRED LENNON” (på engelska). JPGR Beatles Museum. Arkiverad från originalet den 2 augusti 2012. https://web.archive.org/web/20120802005331/http://www.beatlesjpgr.com/al.htm. Läst 31 mars 2012.  ”When Fred proposed to Pauline her parents were furious and had her made a ward of court, but the pair eloped to Scotland where they married.”
31. ↑  Harry, Bill. ”ALFRED LENNON” (på engelska). JPGR Beatles Museum. Arkiverad från originalet den 2 augusti 2012. https://web.archive.org/web/20120802005331/http://www.beatlesjpgr.com/al.htm. Läst 31 mars 2012.  ”When their first son David was born they took the baby to see John at Tittenhurst Park. John threw them out, the meeting with his new half-brother evoking many painful memories for him.”
32. ↑  Harry, Bill. ”ALFRED LENNON” (på engelska). JPGR Beatles Museum. Arkiverad från originalet den 2 augusti 2012. https://web.archive.org/web/20120802005331/http://www.beatlesjpgr.com/al.htm. Läst 31 mars 2012.  ”Years later when Fred was dying John spoke to him by ‘phone from America on several occasions, even though his father could barely respond due to his illness.”
33. ↑  Harry, Bill. ”ALFRED LENNON” (på engelska). JPGR Beatles Museum. Arkiverad från originalet den 2 augusti 2012. https://web.archive.org/web/20120802005331/http://www.beatlesjpgr.com/al.htm. Läst 31 mars 2012.  ”Alfred Lennon died from cancer on April 1st 1976. When John offered to pay the funeral expenses Pauline refused his help.”
34. ↑  Harry, Bill. ”ALFRED LENNON” (på engelska). JPGR Beatles Museum. Arkiverad från originalet den 2 augusti 2012. https://web.archive.org/web/20120802005331/http://www.beatlesjpgr.com/al.htm. Läst 31 mars 2012.  ”John, tired of saying good-bye, did not attend the funeral.”